# Jean-Philippe Ruggia
Jean-Philippe Ruggia (ur. 1 października 1965 w Tulonie) – francuski motocyklista.

## Kariera

### 250 cm³
W MMŚ Francuz zadebiutował w 1987 roku, w pośredniej kategorii 250 cm³. W pierwszym sezonie współpracy z zespołem Sonauto-Yamaha, Jean-Philippe zdobył punkty w dwóch rundach (o GP Hiszpanii oraz Francji), zajmując odpowiednio siódmą i ósmą lokatę. W klasyfikacji generalnej uplasował się na 17. miejscu.
Drugi rok współpracy był zdecydowanie lepszy dla Ruggi. W ciągu sezonu dziewięciokrotnie znalazł się w czołowej dziesiątce, stając na najniższym stopniu podium w GP Hiszpanii. Do mety nie dojechał jedynie podczas GP Jugosławii. Zdobyte punkty sklasyfikowały go na 7. pozycji.
W kolejnym sezonie Francuz trzykrotnie zameldował się w pierwszej trójce, a podczas GP Austrii i Francji sięgnął po pierwsze w karierze pole position. Absencja w czterech ostatnich eliminacjach uniemożliwiła mu zajęcie lepszej pozycji w klasyfikacji, aniżeli ponownie siódmej lokaty.
Po dwóch latach przerwy, Jean-Philippe powrócił do rywalizacji w średniej klasie. Sezon nie był jednak udany dla Francuza, który w zaledwie czterech wyścigach dojechał do mety. Na motocyklu Gilera najlepszą lokatę uzyskał podczas kończącego zmagania GP RPA, kiedy to zajął dziewiąte miejsce. Dorobek punktowy usytuował go na 17. pozycji.
Na maszynie Aprilii Ruggia zaliczył zdecydowanie lepszy kolejny sezon. W ciągu czternastu wyścigów, Francuz siedmiokrotnie znalazł się w czołowej piątce, będąc przy tym trzykrotnie na podium. Podczas GP Wielkiej Brytanii oraz Włoch odniósł pierwsze zwycięstwa w karierze. Na brytyjskim torze wykręcił również najszybszy czas okrążenia. W klasyfikacji końcowej usadowił się na 6. miejscu.
W roku 1994 reprezentował ekipę Chesterfield-Aprilia. Jean-Philippe sześciokrotnie dojechał w pierwszej piątce, jednakże dzięki ukończeniu większej ilości wyścigów, uzyskał największą w karierze zdobycz punktową. Dwukrotnie stanął na podium, triumfując po raz trzeci (i ostatni) w karierze (na torze w Hiszpanii). Ostatecznie rywalizację ponownie ukończył na 6. lokacie.
W sezonie 1995 Francuz przeniósł się do zespołu Elf Tech 3-Honda. W inauguracyjnej eliminacji (o GP Australii) nie dojechał do mety. W pozostałych rundach zakończył jednak zmagania w czołowej piętnastce, będąc przy tym po raz kolejny sześciokrotnie w pierwszej piątce. Ani razu jednak nie znalazł się w pierwszej trójce. Bardzo równa forma zaowocowała jednak najlepszą w karierze 5. pozycją w klasyfikacji generalnej.
Rok 1996 był ostatnim w karierze Ruggi. Dosiadając ponownie maszyny Hondy, Francuz najwyżej dojechał na piątej pozycji, którą zajął trzykrotnie. Zdobyte punkty sklasyfikowały go na 9. miejscu.

### 500 cm³
W 1990 roku Jean-Philippe awansował do najwyższej kategorii 500 cm³. Reprezentując ekipę Sonauto-Yamaha, dziewięciokrotnie znalazł się w czołowej ósemce. Podczas GP Belgii stanął jedyny raz w karierze na podium, zajmując drugie miejsce. W ostatecznej klasyfikacji uplasował się na wysokiej 8. lokacie.
Sezon 1991 okazał się dla Ruggi ostatnim rokiem startów w pięćsetkach. Francuz wystartował w dwunastu wyścigach, spośród których ośmiokrotnie dojechał do mety, za każdym razem plasując się w czołowej dziesiątce. Najlepszą pozycję uzyskał podczas GP USA, w którym zajął czwarte miejsce. Zdobyte punkty usytuowały go na 10. pozycji.
Ostatnią rundą w karierze Francuza było GP Holandii rozegrane w roku 1998. Jean-Philippe dosiadał wówczas motocykl ekipy MuZ-Weber, jednak nie udało mu się dojechać do mety. Po tym sezonie Ruggia zakończył karierę sportową.

### Statystyki liczbowe
System punktowy od 1969 do 1987:
| Position | 1  | 2  | 3  | 4 | 5 | 6 | 7 | 8 | 9 | 10 |
| Punkty   | 15 | 12 | 10 | 8 | 6 | 5 | 4 | 3 | 2 | 1  |

System punktowy od 1988 do 1992:
| Pozycja | 1  | 2  | 3  | 4  | 5  | 6  | 7 | 8 | 9 | 10 | 11 | 12 | 13 | 14 | 15 |
| Punkty  | 20 | 17 | 15 | 13 | 11 | 10 | 9 | 8 | 7 | 6  | 5  | 4  | 3  | 2  | 1  |

System punktowy od 1993:
| Pozycja | 1  | 2  | 3  | 4  | 5  | 6  | 7 | 8 | 9 | 10 | 11 | 12 | 13 | 14 | 15 |
| Punkty  | 25 | 20 | 16 | 13 | 11 | 10 | 9 | 8 | 7 | 6  | 5  | 4  | 3  | 2  | 1  |

| Rok  | Klasa   | Zespół               | 1      | 2      | 3      | 4      | 5      | 6      | 7      | 8      | 9      | 10     | 11     | 12     | 13     | 14     | 15     | Punkty | Pozycja | Zwycięstwa |
| ---- | ------- | -------------------- | ------ | ------ | ------ | ------ | ------ | ------ | ------ | ------ | ------ | ------ | ------ | ------ | ------ | ------ | ------ | ------ | ------- | ---------- |
| 1987 | 250 cm³ | Sonauto-Yamaha       | JPN NS | ESP 7  | GER 24 | NAT 17 | AUT 22 | YUG 11 | NED 26 | FRA 8  | GBR 14 | SWE NS | CZE NS | RSM 21 | POR 13 | BRA 19 | ARG NS | 7      | 17      | 0          |
| 1988 | 250 cm³ | Sonauto-Yamaha       | JPN 7  | USA 13 | ESP 3  | EXP 5  | NAT 9  | GER 13 | AUT 13 | NED 11 | BEL 9  | YUG NS | FRA 7  | GBR 6  | SWE 7  | CZE 11 | BRA 8  | 104    | 7       | 0          |
| 1989 | 250 cm³ | Sonauto-Yamaha       | JPN 5  | AUS 2  | USA 7  | ESP 3  | NAT 2  | GER 7  | AUT 8  | YUG 4  | NED NS | BEL NS | FRA 5  | GBR -  | SWE -  | CZE -  | BRA -  | 110    | 7       | 0          |
| 1990 | 500 cm³ | Sonauto-Yamaha       | JPN 8  | USA 5  | ESP 10 | NAT NS | GER 6  | AUT 8  | YUG 5  | NED 11 | BEL 2  | FRA NS | GBR 9  | SWE 7  | CZE 8  | HUN 6  | AUS NS | 110    | 8       | 0          |
| 1991 | 500 cm³ | Sonauto-Yamaha       | JPN NS | AUS 7  | USA 4  | ESP 5  | ITA 5  | GER -  | AUT -  | EUR 7  | NED 8  | FRA 5  | GBR NS | RSM 10 | CZE -  | VDM NS | MAL NS | 78     | 10      | 0          |
| 1992 | 250 cm³ | Gilera               | JPN NS | AUS 9  | MAL NS | ESP NS | ITA NS | EUR 10 | GER NS | NED NC | HUN NS | FRA NS | GBR NS | BRA 12 | RSA 9  |        |        | 6      | 17      | 0          |
| 1993 | 250 cm³ | Aprilia              | AUS 9  | MAL 19 | JPN 5  | ESP 3  | AUT NS | GER 8  | NED 4  | EUR 5  | RSM 4  | GBR 1  | CZE NS | ITA 1  | USA NS | FIM NS |        | 129    | 6       | 2          |
| 1994 | 250 cm³ | Chesterfield-Aprilia | AUS 4  | MAL 4  | JPN 7  | ESP 1  | AUT 6  | GER 8  | NED NC | ITA 4  | FRA 7  | GBR 6  | CZE 3  | USA NS | ARG 4  | EUR 6  |        | 149    | 6       | 1          |
| 1995 | 250 cm³ | Elf Tech 3-Honda     | AUS NS | MAL 5  | JPN 5  | ESP 7  | GER 5  | ITA 9  | NED 4  | FRA 8  | GBR 5  | CZE 6  | BRA 6  | ARG 5  | EUR 13 |        |        | 115    | 5       | 0          |
| 1996 | 250 cm³ | Honda                | MAL 5  | INA 10 | JPN 10 | ESP 8  | ITA 7  | FRA NS | NED NS | GER 7  | GBR NS | AUT 5  | CZE 6  | IMO NS | CAT NS | BRA 5  | AUS 6  | 91     | 9       | 0          |
| 1998 | 500 cm³ | MuZ-Weber            | JPN -  | MAL -  | ESP -  | ITA -  | FRA -  | MAD -  | NED NS | GBR -  | GER -  | CZE -  | IMO -  | CAT -  | AUS -  | ARG -  |        | 0      | -       | 0          |